# Café Society
Café Society fue un club nocturno de Nueva York dirigido por Barney Josephson que estuvo abierto entre 1938 y 1948 en Sheridan Square en Greenwich Village.

## Historia
Josephson fundó el club con la intención de exhibir el talento afroamericano, como una versión estadounidense de los cabarets que había visto en Europa. Fue el primer club interracial de Estados Unidos. Josephson eligió el nombre para burlarse de la "beautiful people", de la alta sociedad, conocida como "café society", un término inventado por el periodista Lucius Beebe para su columna semanal en el New York Herald Tribune. Josephson abrió un segundo local en la calle 58, entre Lexington y Park Avenue en 1940, tras lo que el club original fue conocido como Café Society Downtown y el nuevo club, Café Society Uptown.
El club también presumió de tratar a todos los clientes, blancos o negros, por igual, en contraste con otros clubes como el Cotton Club, que presentaba artistas negros pero excluía a los clientes negros, excepto a los negros prominentes en la industria del entretenimiento. El club contó con muchos de los mejores músicos negros del momento, de una amplia gama de estilos, a menudo presentados con una fuerte inclinación política. El carácter político izquierdista del club no estuvo exento de polémicas, Lena Horne fue persuadida para que dejara de cantar "When it's Sleepy Time Down South", un tema con muchos estereotipos raciales, Pearl Bailey fue despedida por ser demasiado "Tío Tom" y  Carol Channing por hacer una imitación de Ethel Waters.
Billie Holiday estrenó en Café Society el tema "Strange Fruit", ante la insistencia de Josephson, cerrando su actuación con la canción dejando enmudecida a la audiencia que tardó unos segundos en arrancarse con unos tímidos apalusos que finalmente se convirtieron en una gran ovación. 
Confiando en el agudo juicio musical de John Hammond, l "director musical no oficial" del club, Josephson ayudó a lanzar las carreras de Ruth Brown, Lena Horne, Pearl Primus, Hazel Scott, Big Joe Turner o Sarah Vaughan.
Como parte del desafío de integrar la sociedad segregada de Estados Unidos, el club de Josephson fue escenario de numerosos eventos políticos y de recaudación de fondos, a menudo por causas de izquierda, tanto durante como después de la Segunda Guerra Mundial. En 1947, el hermano de Josephson, Leon Josephson, fue citado por el Comité de Actividades Antiamericanas de la Cámara de Representantes, lo que provocó comentarios hostiles de los columnistas Westbrook Pegler y Walter Winchell. Como resultado de este hecho, el negocio cayó bruscamente y el club cerró el año siguiente.

## Actuaciones
A lo largo de sus 10 años de existencia, el Café Society acogió actuaciones de músicos como Henry "Red" Allen, Albert Ammons, Pete Johnson, Mildred Bailey, Pearl Bailey, Count Basie, Art Blakey, Lucienne Boyer, Big Bill Broonzy, Ruth Brown, Sid Catlett, Buck Clayton, Nat King Cole, John Coltrane, Miles Davis, Golden Gate Quartet, Leonard Feather, Ella Fitzgerald, Coleman Hawkins, Eddie Heywood, Billie Holiday, Lena Horne, Helen Humes, Alberta Hunter, Burl Ives, Calvin Jackson, Illinois Jacquet, James P. Johnson, Hank Jones, John Kirby, Ellis Larkins, Lead Belly, Meade Lux Lewis, Rose Murphy, Frankie Newton, Anita O'Day, Charlie Parker, Les Paul y Mary Ford, Susan Reed, Django Reinhardt, Paul Robeson, Hazel Scott, Pete Seeger, Santosh Sharma, Bessie Smith, Kay Starr, Dakota Staton, Billy Strayhorn, Maxine Sullivan, Art Tatum, Sister Rosetta Tharpe, Big Joe Turner, Sarah Vaughan, Dinah Washington, The Weavers, Josh White, Mary Lou Williams, Teddy Wilson o Lester Young, y de comediantes como Sid Caesar, Carol Channing, Imogene Coca, Betty Garrett, Jack Gilford, Buddy Hackett, Danny Kaye, Zero Mostel o The Revuers (Judy Holliday, Betty Comden, Adolph Green, Alvin Hammer y John Frank).